# Mare Winningham
Mary Megan Winningham (ur. 16 maja 1959 w Phoenix) – amerykańska aktorka telewizyjna i filmowa.

## Filmografia
Filmy fabularne:
- 1985: Ognie św. Elma (St. Elmo’s Fire) jako Wendy Beamish
- 1987: Cisi ludzie (Shy People) jako Candy
- 1989: Turner i Hooch (Turner & Hooch) jako Emily Carson
- 1994: Wojna (The War) jako Lois Simmons
- 1997: W rękach szaleńca (Bad Day on the Block), alternatywny tytuł Pod presją (Under Pressure) jako Catherine Braverton
- 1997: George Wallace jako Lurleen Wallace
- 2012: Królewna Śnieżka (Mirror Mirror) jako Margaret
- 2013: Tajemnica Filomeny (Philomena) jako Mary

Seriale telewizyjne:
- 1978: Sierżant Anderson (Police Woman)
- 1979: Starsky i Hutch (Starsky and Hutch)
- 1983: Ptaki ciernistych krzewów (The Thorn Birds)
- 1998–1999: Ostry dyżur (ER)
- 2002: Sześć stóp pod ziemią (Six Feet Under)
- 2002: Dotyk anioła (Touched by an Angel)
- 2003: Prawo i porządek: sekcja specjalna (Law & Order: Special Victims Unit)
- 2006–2007: Chirurdzy (Grey’s Anatomy)
- 2010: 24 godziny (24) jako Elaine Al-Zacar
- 2011: Mildred Pierce jako Ida Corwin
- 2013: Pod kopułą (Under the Dome) jako Agatha Seagrave
- 2015: American Horror Story: Hotel  jako Pani Evers
- 2021: Lekomania jako Diane Mallum[1]